# Neeme (Kihelkonna)
Neeme – wieś w Estonii, w prowincji Sarema, w gminie Kihelkonna.